# Schistogonalia rhypha
Schistogonalia rhypha är en insektsart som beskrevs av Young 1977. Schistogonalia rhypha ingår i släktet Schistogonalia och familjen dvärgstritar. Inga underarter finns listade i Catalogue of Life.